# Олевано-ди-Ломеллина
Олевано-ди-Ломеллина (итал. Olevano di Lomellina) — коммуна в Италии, располагается в регионе Ломбардия, в провинции Павия.
Население составляет 830 человек (2008 г.), плотность населения составляет 54 чел./км². Занимает площадь 15 км². Почтовый индекс — 27020. Телефонный код — 0384.
Покровителем коммуны почитается святой архангел Михаил, празднование в четвёртое воскресенье октября.

## Демография
Динамика населения:

## Администрация коммуны
- Официальный сайт: http://www.olevanolomellina.it/ Архивная копия от 20 июля 2011 на Wayback Machine